# 2024年共和黨全國代表大會

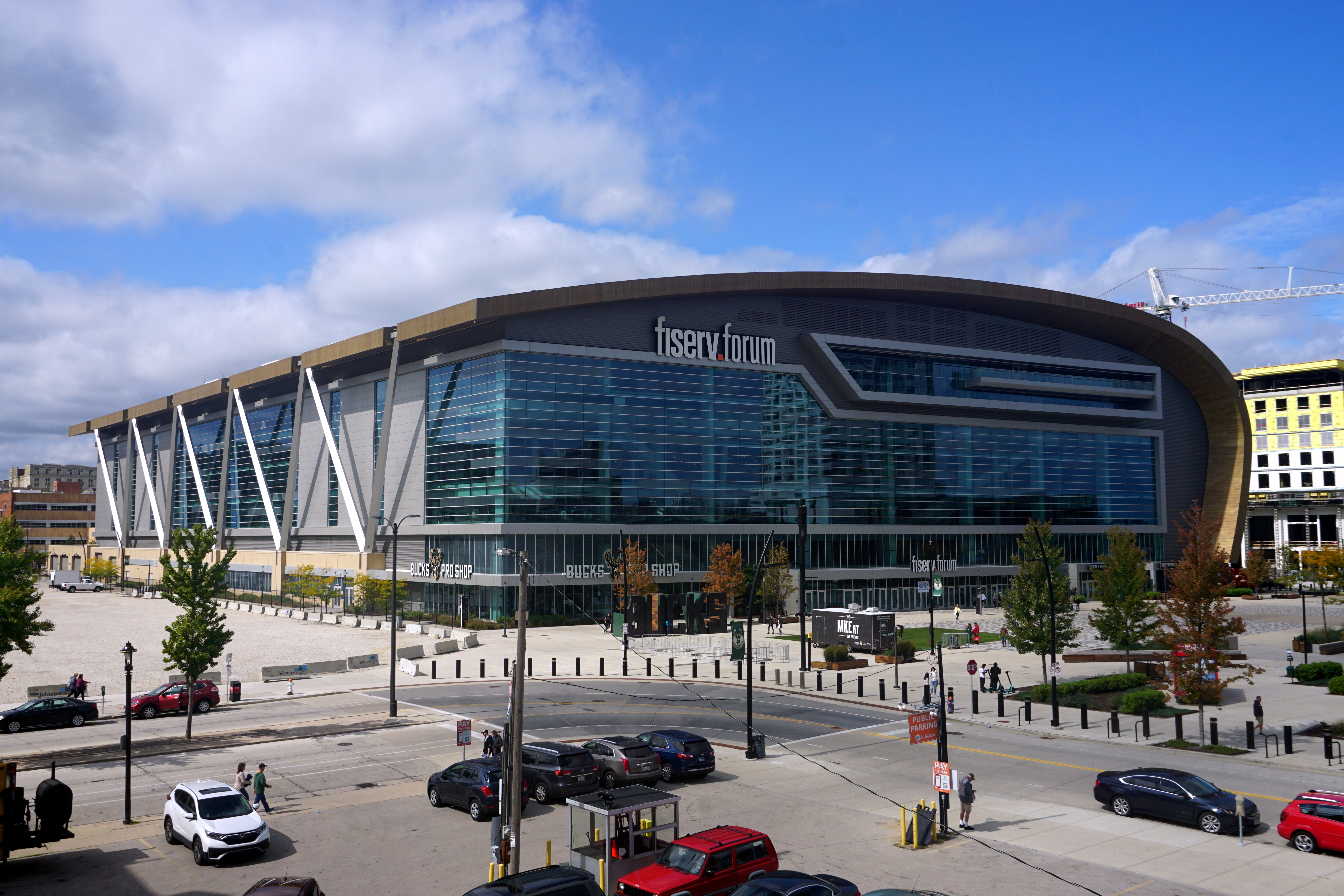
位於威斯康星州密爾瓦基的第一服務廣場是大會全體會議的舉辦地

2024年共和黨全國代表大會（英語：2024 Republican National Convention），是美國共和黨代表選出2024年美國總統選舉中美國總統和美國副總統候選人的活動。該大會於2024年7月15日至18日在威斯康星州密爾沃基的第一服務廣場舉行，早於2024年8月19日至22日在伊利諾伊州芝加哥聯合中心舉行的2024年民主黨全國代表大會。
大會開始前兩天，該黨的推定提名人當勞·特朗普在賓夕凡尼亞州巴特勒附近的一次競選集會上遭到暗殺未遂。特朗普於7月18日接受共和黨提名，成為繼李察·尼克遜（1960年、1968年和1972年）之後第二名獲得共和黨總統提名三次的人，也是第一位連續三次獲得總統提名的共和黨人。來自俄亥俄州的美國資淺參議員J·D·范斯接受副總統提名。

## 選址

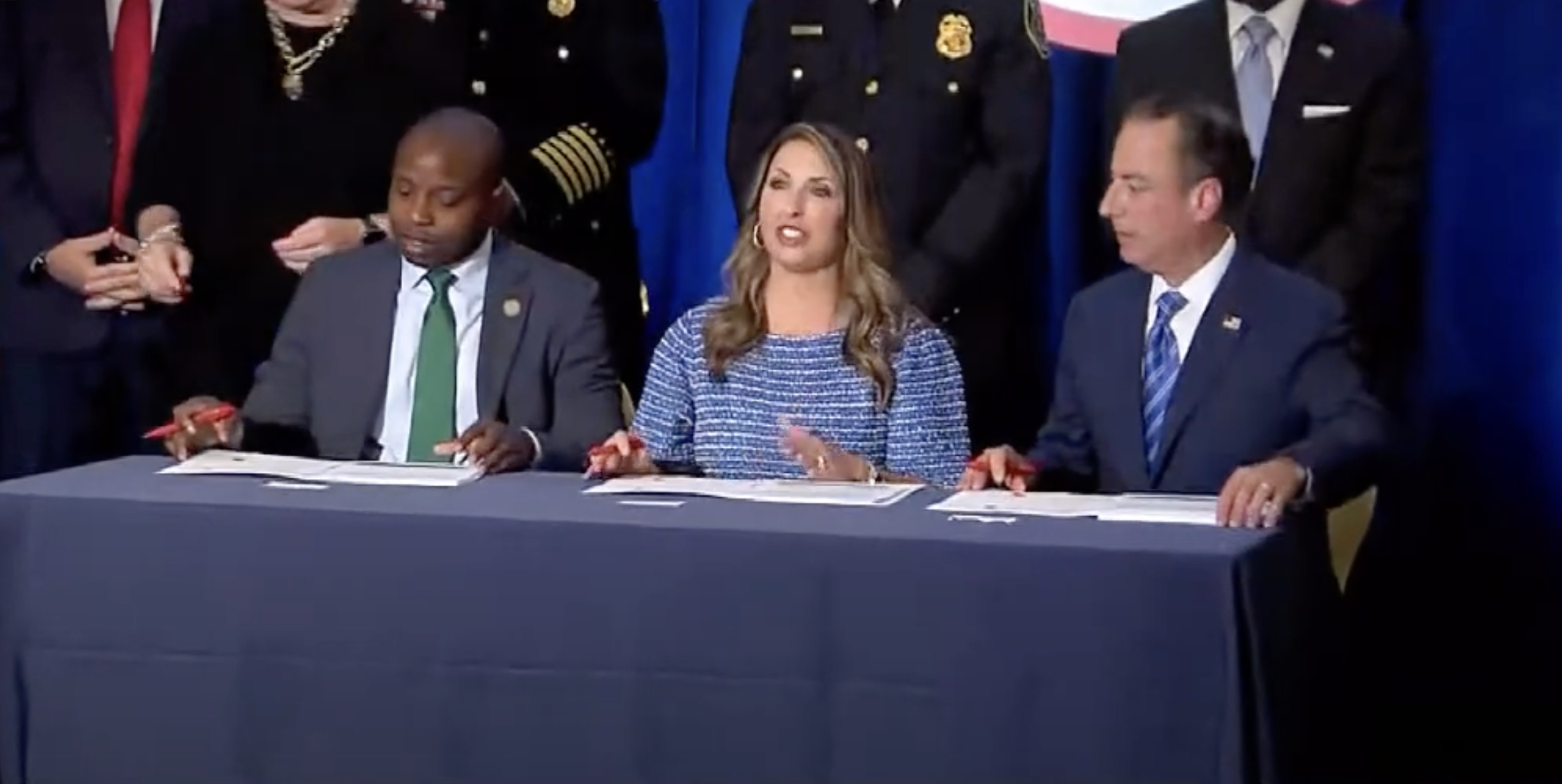
密爾瓦基市長卡瓦利爾·約翰遜、共和黨主席羅娜·麥克丹尼爾和主辦委員會主席賴因斯·普里巴斯於2022年8月5日簽署主辦協議（由左至右）

2022年1月7日，共和黨全國委員會發言人表示，有四個潛在的主辦城市正在競爭2024年大會的舉辦權：密爾沃基、納什維爾、匹茲堡和鹽湖城。密爾沃基曾是2020年民主黨全國代表大會的正式主辦城市，但由於2019冠狀病毒病疫情，該大會主要以虛擬方式在不同地點舉行，密爾沃基僅擔任製作總部的角色。密爾沃基和匹茲堡都位於關鍵的搖擺州（分別是威斯康星州和賓夕凡尼亞州），這兩州在最近幾次選舉中對選舉人團結果起了重要作用。而納什維爾和鹽湖城則分別是田納西州和猶他州的州首府，這兩個州在過去的半個世紀中一直是可靠的共和黨票倉（儘管這兩個城市本身是民主黨的堡壘）。從2008年到2020年選舉，民主黨和共和黨的全國代表大會都只在搖擺州舉行。休斯頓曾考慮申辦，但由於場地與其他預定活動的衝突而放棄。其他曾經有意主辦但最終未申辦的地點包括哥倫布、拉斯維加斯、聖安東尼奧和喬治亞州。密蘇里州的堪薩斯城曾正式競逐，但在2021年12月底、其在決定最終入圍城市之前撤回申辦申請。
2022年2月4日， 匹茲堡的申辦委員會宣佈，他們的申辦已被淘汰。2022年3月初，共和黨全國委員會淘汰鹽湖城，剩下密爾沃基和納什維爾兩個申辦城市。納什維爾和戴維森縣大都市議會投票否決一份草案主辦協議，事實上放棄該市的申辦。
2022年7月15日，場地選擇委員會一致投票推薦密爾沃基為大會場地，而非納什維爾。共和黨全國委員會在2022年8月初於芝加哥舉行的會議上投票選擇密爾沃基為2024年大會的主辦城市。
密爾沃基是自紐約市在1976年和1980年主辦兩次民主黨全國代表大會以來，首個連續兩次主辦主要政黨大會的城市。然而，2024年的大會將是密爾沃基第一次舉辦正常的面對面總統提名大會，因為2020年的大會是以「虛擬」形式舉行的。
| 城市     | 州份         | 申辦地                        | 申辦結果                             | 歷屆舉辦的主要黨代會                  |
| -------- | ------------ | ----------------------------- | ------------------------------------ | ------------------------------------- |
| 密爾沃基 | 威斯康星州   | 成功申辦                      | 第一服務廣場                         | 民主黨：2020年                        |
| 納許維爾 | 田纳西州     | 入圍 （2022年8 月取消申辦）   | 普利司通競技場或音樂城中心           | 不適用                                |
| 鹽湖城   | 犹他州       | 入圍 （2022年3月取消申辦）    | 達美航空中心                         | 不適用                                |
| 匹茲堡   | 宾夕法尼亚州 | 入圍 （2022年2月取消申辦）    | PPG塗料體育館或大衛·L·勞倫斯會議中心 | 不適用                                |
| 堪薩斯城 | 密苏里州     | 非入圍 （2021年12月取消申辦） | T-Mobile中心                         | 民主黨：1900年 共和黨：1928年、1976年 |

## 後勤
2022年12月21日，共和黨全國委員會宣佈2024年大會將於7月15日至18日舉行。
該活動預計將吸引50000名訪客到密爾沃基，並可能為該地區帶來高達2億美元的收入。
從人口規模來看，密爾沃基比最近主辦過主要政黨大會的其他都會區要小，是主辦過主要政黨大會的最小都會區之一。
2023年4月11日，芝加哥被宣佈將主辦2024年民主黨全國代表大會。密爾沃基和芝加哥相距約90英里，都位於密歇根湖岸邊。對於同一年主辦主要政黨大會的兩個不同城市來說如此接近非常罕見。這是自1972年以來，兩個主要政黨大會場地最接近的一次。

### 主辦委員會

主辦委員會標誌

賴因斯·普里巴斯擔任2024主辦委員會的主席。從2022年9月到2023年5月，史蒂芬·B·金是主辦委員會的首席執行官。2023年5月，密爾沃基商人泰德·凱爾納接替金成為首席執行官，但金仍將繼續擔任主辦委員會成員。
主辦委員會目標是籌集6500萬美元來資助大會。捐助者包括WinRed、美國轉捩點、通用汽車和美國飲料協會。

### 安排委員會
代表共和黨全國委員會與主辦委員會合作的是大會的安排委員會。2023年3月24日，安妮·海瑟薇被任命為委員會主席，羅恩·考夫曼被任命為總主席。艾莉絲·狄更斯於2023年6月1日被任命為首席執行官。2023年6月29日，更多人成為任命為委員會成員，包括K·C·克羅斯比擔任司庫，維琪·德拉蒙德擔任秘書，大衛·博西擔任聯席主席。其他委員會成員包括馬里帕特·克魯格、布萊恩·施明和湯姆·施賴貝爾。

### 酒店及其他住宿
密爾沃基及其周邊都會區的酒店房間數量不足以滿足主要政黨總統提名大會的需求。因此，在2020年民主黨全國代表大會因2019冠狀病毒病大流行而改變計劃之前，原計劃將大部分代表安排在伊利諾伊州的酒店。然而，由於共和黨大會的代表總數少於民主黨大會，2024年共和黨代表大會計劃不涉及如此遠距離的住宿安排。部分2020年民主黨代表大會的訪客原本預計留在威斯康星州的麥迪遜。麥迪遜的訪客局確認，密爾沃基申辦代表大會時曾詢問過他們在大會期間的酒店空房情況。
為了安置大會訪客，主辦委員會正與一家芝加哥公司合作，確保距離會場60英里範圍內的300多家酒店和汽車旅館的房間。
除了酒店，2020年民主黨代表大會的原計劃還包括安排密爾沃基地區大學和學院的宿舍供部分大會嘉賓和志願者使用。同樣，預計在2024年共和黨全國代表大會期間也將使用宿舍。馬凱特大學已調整其教學時間，以確保其宿舍在大會期間可用。

### 安全

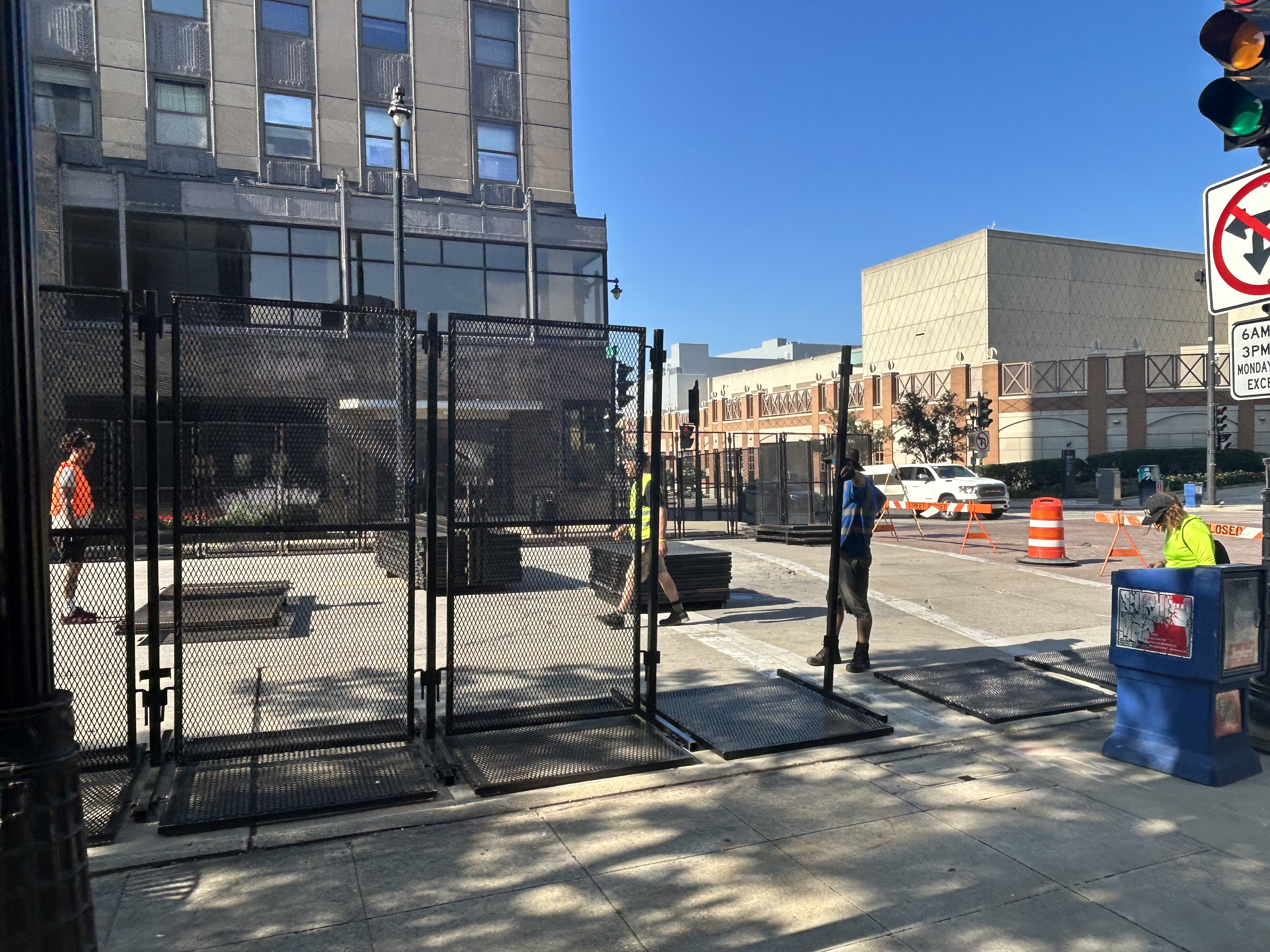
大會召開前，貝爾德中心附近正在搭建臨時圍欄

大會將被視為國家特別安全事件。自2004年以來，除了縮小規模的2020年大會，每次總統選舉都會向每個大會主辦城市撥款5000萬美元用於保安費用。2023年初，威斯康星州的8名美國眾議院議員寫信給眾議院撥款委員會的商務、司法和科學小組委員會，敦促將2024年選舉中每個大會的保安撥款增加到7500萬美元。
2023年4月，密爾沃基市長卡瓦利爾·約翰遜表示，他認為2024 年共和黨全國代表大會的安全計劃應考慮2020年民主黨全國代表大會的本身的安全計劃和美國特勤局的意見。他還指出，安全計劃應反映當前的政治氣候，特別是考慮到2021年1月6日發生的國會山騷亂。
截至2023年4月，估計共和黨全國代表大會的保安可能需要4500 名來自密爾沃基警察局以外的警察。這個數字比2020年民主黨全國代表大會原計劃中預期的外部警察數量多出1500人。
應密爾沃基警察局長傑弗里·諾曼的要求，密爾沃基消防和警察委員會於2023年5月批准從2024年7月12日到7月26日暫停15天內發佈執法記錄儀影片的政策。這一決定在閉門會議中以6票對3票通過，未經過公開討論。這一舉措受到社區活動家的批評，威斯康星州的美國公民自由聯盟發表反對暫停該政策的意見。
在當勞·特朗普遭遇暗殺未遂後，當局宣佈擴展保安範圍以建立大會周圍的緩衝區。

## 議程

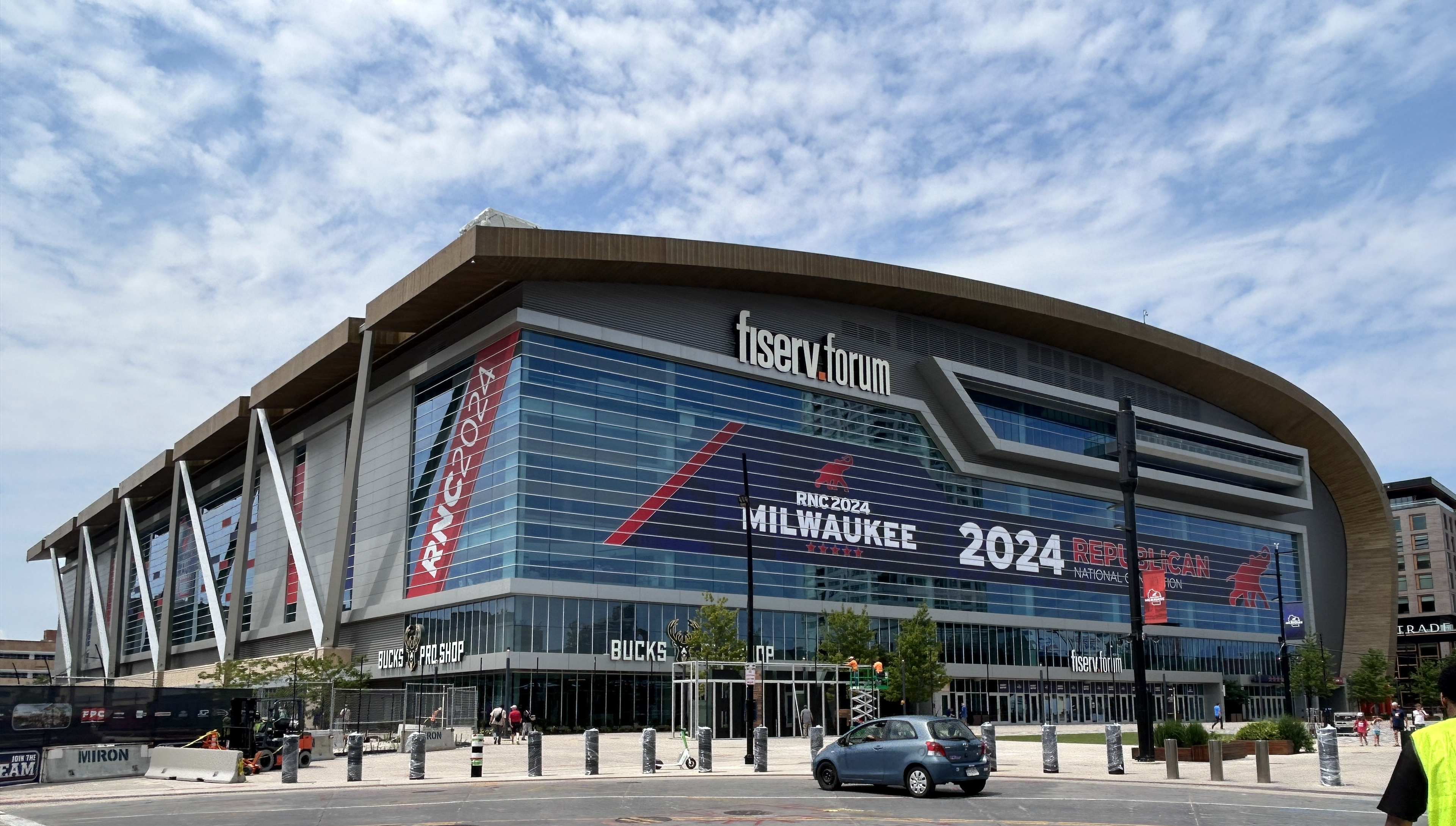
第一服務廣場外部的大會裝飾

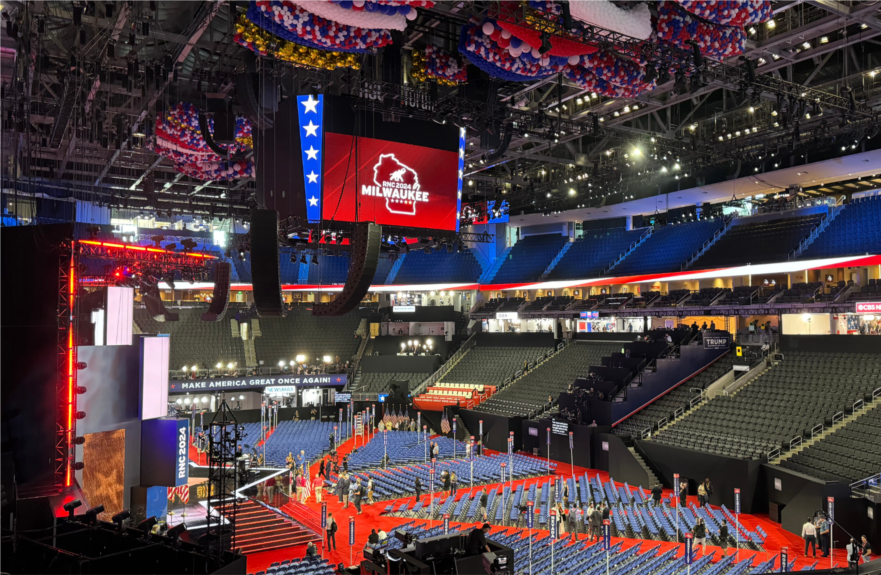
第一服務廣場內部的大會裝飾

7月15日的主題是「讓美國再次富裕」，討論專注於經濟。
7月16日的主題是「讓美國再次安全」，重點關注犯罪和非法移民。
7月17日的主題是「讓美國再次強大」，強調國家安全和外交政策。
7月18日大會結束的主題是「讓美國再次偉大」。

## 綱領
2020年共和黨全國代表大會沒有制定新的綱領，而是沿用2016年的綱領並製作了一份文件以表明對特朗普的支持。
2024年7月8日，由蘭迪·埃文斯、羅素·沃特和艾德·馬丁領導的共和黨全國委員會綱領委員會採納「當勞·特朗普的2024共和黨綱領」。
2024年5月，媒體報導稱，特朗普競選團隊希望在墮胎和同性婚姻問題上改變綱領立場。2024年6月，《紐約時報》報導稱，特朗普競選團隊還希望大幅縮短綱領，重點對比民主黨而不是提供詳細的政策內容。特朗普還有一個類似的綱領，名為「議程47」。
《紐約時報》描述第一份草案，稱其「更加民族主義、更加保護主義，並且不那麼社會保守主義」。
在共和黨綱領發布後，《華盛頓郵報》指出，該綱領包含大量來自特朗普演講和2024年競選中的Truth Social帖子的引述，這與之前主要美國政黨的綱領不同。

### 目錄
綱領有20節內容：2節關於移民、4節關於經濟、能源和稅收、1節關於公民自由、1節關於外交政策和軍事、1節關於政府、1節關於犯罪、1節關於「重建我們的城市」、1節關於軍事、1節關於經濟、1節關於福利、1節關於取消電動車稅收抵免、1節關於教育、1節關於變性運動員、節關於大學校園的「親哈馬斯」抗議活動、1節關於選舉。
結論部分提到要通過將國家帶到新的和創紀錄的成功水平來團結國家。

### 值得注意的條款
綱領草案只有16頁，顯著少於2016年的60頁綱領。
綱領取消了對同性婚姻的反對，也取消了全國禁止墮胎的呼籲，取而代之的是將墮胎政策交給各州決定。草案中提到「我們相信《美國憲法》第十四修正案保證任何人不得在未經正當程序的情況下被剝奪生命或自由，因此各州有權通過保護這些權利的法律。」
綱領呼籲驅逐數百萬「非法移民」並「封鎖邊界」。其支持對進口美國的商品徵收關稅，並取消對波多黎各建州的支持。綱領還提議廢除教育部，但保護社會保障和醫療保險。

## 總統提名和投票

### 特朗普的提名與附議演講
1972年，為了防止皮特·麥克洛斯基可能獲得提名演講的機會，規則被修改，要求候選人在至少5個州獲得多數支持才能將其名字列入提名。2016年，這個數字被提高到7個州以防止泰德·克鲁兹獲得提名演講。
上一次有多於一名候選人的名字被列入提名是在1976年。

### 正式提名和附議演講
愛荷華州共和黨主席傑夫·考夫曼將前總統特朗普納入提名。
內華達州共和黨主席麥可·麥克唐納對他的提名附議。

### 代表數量
下表反映了選舉過程結束時的預計代表數量以及大會上的最終統計。
為了尊重支持者，暫停競選的候選人通常會在大會開始前不久、在更換截止日期後正式退出，這樣其代表仍可以參加。此外，還有104名不受州初選或預選會結果約束的無約束代表。
| 候選人            | 被綁定支持候選人的代表 | 以唱名方式進行的最後投票結果 |
| ----------------- | ---------------------- | ---------------------------- |
| 當勞·特朗普       | 2268票                 | 2387票                       |
| 妮基·黑莉         | 97票                   | 0票                          |
| 羅恩·德桑蒂斯     | 9票                    | 0票                          |
| 維韋克·拉馬斯瓦米 | 3票                    | 0票                          |
| 未投票／其他      | 104票                  | 43票                         |
| 受綁定代表總票數  | 2378票                 |                              |

## 副總統提名

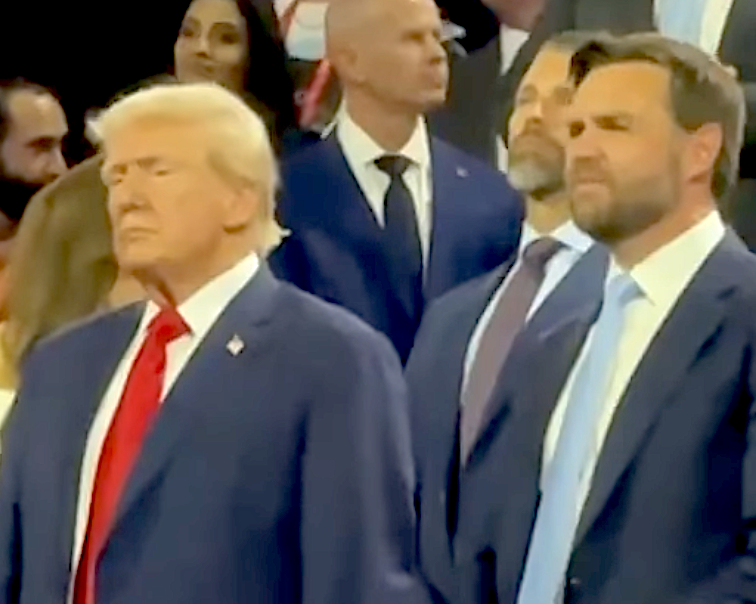
大會第一晚，特朗普和范斯站在一起

7月15日，在共和黨全國代表大會的第一天，特朗普宣佈J·D·萬斯為其副總統提名人選。
范斯由俄亥俄州副州長喬恩·赫斯特德提名。俄亥俄州參議員候選人貝爾納多·莫雷諾提議以鼓掌通過方式批准這一提名，隨後眾議院議長邁克·約翰遜宣布特朗普和范斯為正式提名人選。在范斯被介紹後，與妻子烏莎·范斯一起向大會嘉賓致意。
在1988年共和黨全國代表大會上，為了防止丹·奎爾提名被反對，規則被修改，允許以鼓掌通過方式提名副總統。此方法自此成為傳統。

## 演講者

### 第一天：7月15日
主題：讓美國再次富裕

#### 下午會議
| 演講者 | 演講者      | 職銜／名人                                                                                 |
| ------ | ----------- | ------------------------------------------------------------------------------------------ |
|        | 邁克·約翰遜 | 美國第56任美國眾議院議長、眾議院共和黨會議領袖、來自路易斯安那州第四國會選區的美國國會議員 |

#### 晚間會議
大會其餘部份議程包括勵志演講者。其中包括：
| 演講者   | 演講者           | 職銜／名人                                                          |
| -------- | ---------------- | ------------------------------------------------------------------- |
|          | 邁克爾·沃特利    | 共和黨全國委員會主席                                                |
|          | 羅恩·約翰遜      | 來自威斯康星州的美國參議員                                          |
|          | 瑪喬麗·泰勒·格林 | 來自喬治亞州第十四國會選區的美國眾議員                              |
|          | 马克· 鲁宾逊     | 北卡羅來納州第35任副州長 共和黨提名2024年北卡羅來納州州長選舉候選人 |
|          | 韋斯利·亨特      | 來自德克薩斯州第三十八國會選區的美國眾議員                          |
|          | 約翰·詹姆斯      | 來自密芝根州第十國會選區的美國眾議員                                |
|          | 凱蒂·布里特      | 來自阿拉巴馬州的美國參議員                                          |
|          | 蒂姆·斯科特      | 來自南卡羅來納州的美國參議員 2024年共和黨總統候選人                 |
|          | 格倫·楊金        | 第74任維珍尼亞州州長                                                |
|          | 鮑伯·烏納努      | 戈雅食品首席執行官                                                  |
|          | 克丽丝蒂·诺姆    | 第33任南達科他州州長                                                |
|          | 拜倫·唐納茲      | 來自佛羅里達州第十九國會選區的美國國會議員                          |
|          | 大衛·O·薩克斯    | Yammer前首席執行官                                                  |
|          | 查理·柯克        | 美國轉捩點執行長                                                    |
|          | 瑪莎·布萊克本    | 來自田納西州的美國參議員                                            |
| 黃金時段 |                  |                                                                     |
|          | 安柏·羅斯        | 模特兒 饒舌歌手                                                     |
|          | 肖恩·奧布萊恩    | 國際卡車司機兄弟會主席                                              |

### 第二天：7月16日
主題：讓美國再次安全
第二天的演講者包括：
| 演講者   | 演講者                | 職銜／名人                                                                                 |
| -------- | --------------------- | ------------------------------------------------------------------------------------------ |
|          | 比爾·李               | 第50任田納西州州長 共和黨州長協會主席                                                      |
|          | 賴因斯·普里巴斯       | 前白宮辦公廳主任 前共和黨全國委員會 主席                                                   |
|          | 佩里·約翰遜           | 企業家 2024年共和黨總統候選人                                                              |
|          | 卡麗·萊克             | 2024年亞利桑那州聯邦參議員選舉共和黨候選人 2022年亞利桑那州州長選舉共和黨州長候選人        |
|          | 埃里克·霍夫德         | 2024年威斯康辛州聯邦參議員選舉共和黨候選人                                                 |
|          | 伯尼·莫雷諾           | 2024年俄亥俄州聯邦參議員選舉共和黨候選人                                                   |
|          | 麥克·羅傑斯           | 2024年密歇根州聯邦參議員選舉共和黨候選人 來自密芝根州第八國會選區的前美國參議員            |
|          | 大衛·麥考米克         | 2024年賓夕法尼亞州聯邦參議員選舉共和黨候選人                                               |
|          | 吉姆·賈斯蒂斯和寶貝狗 | 第36任西維珍尼亞州州長 2024年西維珍尼亞州聯邦參議員選舉共和黨候選人                        |
|          | 吉姆·班克斯           | 來自印第安納州第三國會選區的美國眾議員 2024年印第安納州聯邦參議員選舉共和黨候選人          |
|          | 山姆·布朗             | 2024年內華達州聯邦參議員選舉共和黨候選人                                                   |
|          | 提姆·希伊             | 2024年蒙大拿州聯邦參議員選舉共和黨候選人                                                   |
|          | 曹洪                  | 2024年維珍尼亞州聯邦參議員選舉共和黨候選人                                                 |
|          | 里克·斯科特           | 來自佛羅里達州的美國參議員                                                                 |
|          | 傑夫·范·德魯          | 來自新澤西州第二國會選區的美國國會議員                                                     |
|          | 埃莉斯·斯蒂芬尼克     | 眾議院共和黨會議主席 來自紐約州第二十一國會選區的美國眾議員                                |
|          | 湯姆·埃默             | 眾議院多數黨黨鞭 來自明尼蘇達州第六國會選區的美國眾議員                                    |
|          | 史蒂夫·斯卡利斯       | 眾議院多數黨領袖 來自路易斯安那州第一國會選區的美國眾議員                                  |
|          | 邁克·約翰遜           | 美國第56任美國眾議院議長、眾議院共和黨會議領袖、來自路易斯安那州第四國會選區的美國國會議員 |
|          | 維韋克·拉馬斯瓦米     | 企業家 2024年共和黨總統候選人                                                              |
|          | 薩凡納·克里斯利       | 真人秀電視明星                                                                             |
|          | 埃里克·約翰遜         | 達拉斯市長                                                                                 |
|          | 泰德·克魯茲           | 來自美國德克薩斯州的美國參議員 2016年共和黨總統候選人                                      |
|          | 布倫娜·伯德           | 第34任愛荷華州總檢察長                                                                     |
|          | 尼基·黑莉             | 前美國駐聯合國大使 2024年共和黨總統候選人                                                  |
|          | 羅恩·德桑蒂斯         | 第46任佛羅里達州州長 2024年共和黨總統候選人                                                |
|          | 埃里克·施密特         | 來自密蘇里州的美國參議員                                                                   |
|          | 湯姆·科頓             | 來自阿肯色州的美國參議員                                                                   |
| 黃金時段 |                       |                                                                                            |
|          | 莎拉·赫卡比·桑德斯    | 第47任阿肯色州州長 前白宮新聞秘書                                                          |
|          | 本·卡森               | 前美國住房及城市發展部長 2016年共和黨總統候選人                                            |
|          | 馬可·魯比歐           | 來自佛羅里達州的美國參議員 2016年共和黨總統候選人                                          |
|          | 拉拉·特朗普           | 共和黨全國委員會聯合主席 當勞·特朗普的兒媳                                                 |

### 第三天：7月17日
主題：讓美國再次強大
| 演講者   | 演講者            | 職銜／名人                                                            |
| -------- | ----------------- | --------------------------------------------------------------------- |
|          | 布萊恩·馬斯特     | 來自佛羅里達州第二十一國會選區的美國眾議員                            |
|          | 南希·梅斯         | 來自南卡羅來納州第一國會選區的美國眾議員                              |
|          | 羅尼·傑克遜       | 來自德克薩斯州第十三國會選區的美國眾議員                              |
|          | 理查德·格雷內爾   | 前署理國家情報總監                                                    |
|          | 馬特·蓋茨         | 來自佛里裡達州第一國會選區的美國眾議員                                |
|          | 卡莉斯塔·金里奇   | 前美國駐教廷大使 前美國眾議院議長紐特·金里奇的妻子                    |
|          | 紐特·金里奇       | 前美國眾議院議長 2012年共和黨總統候選人                               |
|          | 彼得·納瓦羅       | 前白宮貿易與製造業政策辦公室主任                                      |
|          | 莫妮卡·德拉克魯茲 | 來自德克薩斯州第十五國會選區的美國眾議員                              |
|          | 托馬斯·霍曼       | 前移民及海關執法局代理局長                                            |
|          | 格雷格·阿博特     | 第48任德克薩斯州州長                                                  |
|          | 崔恩特·科納威     | 俄亥俄州東巴勒斯坦市長                                                |
|          | 道格·伯古姆       | 第33任北達科他州州長 2024年共和黨總統候選人                           |
|          | 凱莉安·康威       | 前美國總統顧問                                                        |
|          | 安娜·保利娜·盧納  | 來自佛羅里達州第十三國會選區的美國眾議員                              |
|          | 大衛·貝拉維亞     | 自由獸醫組織共同創辦人                                                |
|          | 金伯利·加法葉     | 電視主持人 小當勞·特朗普的未婚妻                                      |
|          | 邁克·沃爾茨       | 來自佛羅里達州第六國會選區的美國眾議員                                |
|          | 李·澤爾丁         | 來自紐約州第一國會選區的前美國眾議員 2022年紐約州州長選舉共和黨候選人 |
| 黃金時段 |                   |                                                                       |
|          | 凱·特朗普         | 小當勞·特朗普的女兒                                                   |
|          | 小當勞·特朗普     | 當勞·特朗普的兒子                                                     |
|          | 烏莎·范斯         | J·D·范斯的妻子                                                        |
|          | J·D·范斯          | 美國俄亥俄州參議員 2024年美國總統選舉共和黨副總統候選人               |

### 第四天：7月18日
主題：讓美國再次偉大
| 演講者   | 演講者          | 職銜／名人                                                        |
| -------- | --------------- | ----------------------------------------------------------------- |
|          | 史蒂夫·戴恩斯   | 來自蒙大拿州的美國參議員 全國共和黨參議院委員會主席               |
|          | 理查·休德森     | 來自北卡羅來納州第九國會選區的美國眾議員 全國共和黨國會委員會主席 |
|          | 黛安·亨德里克斯 | 商人                                                              |
|          | 琳達·麥馬漢     | 前小型企業管理署署長                                              |
|          | 邁克·蓬佩奧     | 前美國國務卿                                                      |
|          | 史蒂文·威特科夫 | 房地產投資者                                                      |
|          | 阿琳娜·哈巴     | 當勞·特朗普的法律發言人                                           |
|          | 塔克·卡爾森     | 電視主持人和評論員                                                |
|          | 霍克·霍肯       | 退休職業摔角手                                                    |
|          | 葛福臨          | 傳道者                                                            |
|          | 埃里克·特朗普   | 當勞·特朗普的兒子                                                 |
| 黃金時段 |                 |                                                                   |
|          | 白大拿          | 終極格鬥錦標賽主席                                                |
|          | 當勞·特朗普     | 前美國總統 2024年美國總統選舉共和黨總統候選人                     |